# Уведомление об авторских правах

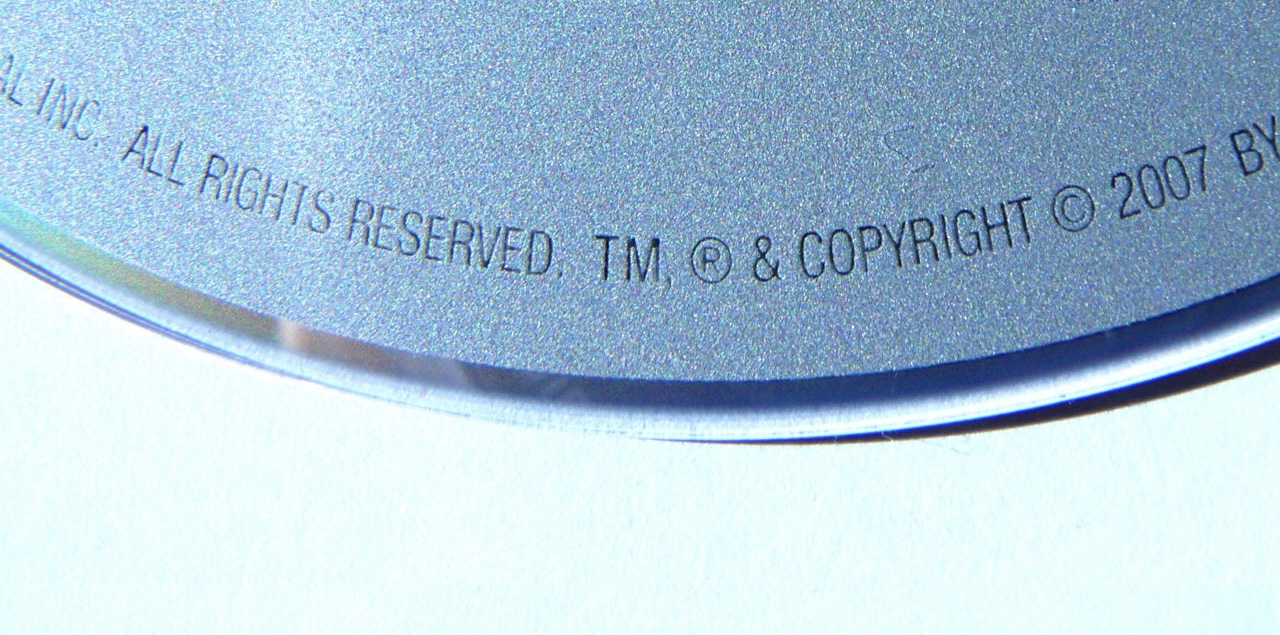
На DVD: Все права защищены

Уведомление об авторском праве согласно закону Об авторском праве в США, является законодательно установленной формой, которая информирует пользователей об авторском праве собственности в опубликованной работе.
Авторское право-это форма защиты, предоставляемая законом США для авторов «оригинальных авторских работ.» Когда произведение публикуется под действием закона об авторском праве, уведомление о правах может распространяться на все публично распространяемые копии. Использование уведомления является обязанностью правообладателя и не требуют получения разрешения или регистрации ведомствами по авторскому праву.
Использование уведомления информирует общественность о том, что работа защищена авторским правом, идентифицирует правообладателя и указывает год первой публикации. Кроме того, в случае, если права нарушаются при наличии уведомления, на суде это будет веским основанием для штрафных санкций к нарушителю, не учитывающему, что работы были защищены.
Законодательство США больше не требует использования уведомления об авторских правах, хотя его размещение на работе действительно дает определенные преимущества правообладателю. Однако предыдущий закон требовал уведомления, и использование уведомления по-прежнему актуально для статуса авторского права созданных ранее произведений.
Для произведений, впервые опубликованных 1 марта 1989 года или позднее, использование уведомления об авторском праве необязательно. До 1 марта 1989 года использование уведомления было обязательным для всех опубликованных произведений. Отсутствие уведомления на всякого рода произведении, впервые опубликованном с 1 января 1978 года по 28 февраля 1989 года, могло привести к потере возможности защиты авторского права, если дополнительные меры не были предприняты в течение определенного времени. Защита произведений, опубликованных до 1 января 1978 г., регулируется Законом об авторском праве 1909 года. Согласно этому закону, если произведение было опубликовано с санкции правообладателя без надлежащего уведомления об авторском праве, возможность защиты авторского права на это произведение в США утрачивалась безвозвратно.

## Форма уведомления
Раздел 401 закона США Об авторском праве определяет вид, форму и расположение уведомления об авторском праве. Форма используется для «визуального восприятия» копии, её можно увидеть или прочитать или напрямую (например, книги), или с помощью машины (например, фильмы).

### Форма уведомления для визуально воспринимаемых копий
Уведомление для визуально воспринимаемых копий должно содержать три элемента, описанные ниже. Они должны появиться вместе или в непосредственной близости на копии.
1. Символ © (буква С в окружности); слово «копирайт», или аббревиатуру «Copr.»
2. Год первой публикации. Если работа является производной работой или сборником, включающим ранее опубликованный материал. Год и дата первой публикации — для производного произведения или компиляции. Примерами производных произведений являются перевод или инсценировки; примерами сборника — антология. Год может быть опущен, когда живописные, графические или скульптурные работы имеют сопровождающий текст или проставлен на поздравительных открытках, канцтоварах, ювелирных украшениях и др.
3. Имя правообладателя, аббревиатура которого может быть распознана, или известное альтернативное обозначение правообладателя, например: © 2012 Джейн ДОУ.

Знак «C» в окружности" как уведомление используется только в «зрительных» копиях. Для некоторых видов работ, таких как музыкальные, драматические и литературные произведения, может быть установлен знак в виде — «audiorecordings».

### Форма уведомления для звукозаписей
Уведомление об авторских правах для звукозаписей отличается от других работ. Звукозапись определяется как «произведение, являющееся результатом фиксации серии музыкальных, разговорных или других звуков, не включая звуки, сопровождающие кинофильм или другие аудиовизуальные произведения.» Авторское право на звукозапись защищает серию звуков в записи от несанкционированного воспроизведения, пересмотра и рассылки. Это авторское право отличается от авторского музыкального, литературного или драматического произведения, которое может быть записано. Знак может быть представлен для грампластинок, аудиокассет, кассет или дисков. Уведомление должно содержать следующие три элемента:
1. Символ ℗ (буква П В круге).
2. Год первой публикации звукозаписи.
3. Имя владельца авторского права звукозаписи, аббревиатура должна распознаваться.

Пример: ℗ 2012 Х. Ю. З. Записей, Инк.

## Местоположение уведомления
Бюро охраны авторского права США вынесло ряд постановлений, касающихся положения извещения и способы аффиксации. (Полный регламент, см. 37 С. Ф. р. 201.20, "способы Аффиксации и позиции уведомлений об авторских правах на различные виды работ, " в www.copyright.gov/title37.).
Как правило, уведомления об авторском праве должны быть размещены на копии или фоно-записи таким образом, что она дало разумное уведомление о претензии на авторское право. Уведомление должно быть постоянно читаемым для обычного пользователя в нормальных условиях применения и не должно быть скрыто от просмотра.

## Причины включения уведомлений об авторском праве
Уведомление об авторском праве ставится в качестве сдерживающего фактора против нарушений. Уведомление говорит о том, что владелец намерен претендовать на авторское право. Уведомление об авторском праве никогда не требовались на «неопубликованные» работы, права которых могут длиться в течение более чем 100 лет.

## Иностранные произведения, опубликованные в США без уведомления об авторском праве
На некоторые иностранные произведения, опубликованные в США без уведомления об авторском праве до 1989 года, что сделало их общественным достоянием, авторское право было «восстановлено» в рамках Закона о соглашениях Уругвайского раунда, по которому права еще не истекли в стране первой публикации до 1996 года.. Это создает аномальную ситуацию, заключающуюся в том, что иностранные произведения, опубликованные с 1923 по 1989 год, могут пользоваться в США большей защитой в отношении авторского права, чем отечественные американские произведения, опубликованные в тот же период, даже если и те, и другие были опубликованы без уведомления об авторском праве.

## Технические требования

© Символ авторского права

Технические требования к информации должны содержать уведомление об авторском праве.
В соответствии с законом 1870, действовавшим до 1909 года, нужно было писать «введен в соответствии с актом Конгресса, в год _________________, А. Б., в офисе библиотеки Конгресса в Вашингтоне.» начиная с 1874 года, вы могли бы также написать «копирайт, 18_________________, А. Б.»
До 1978 года, извещение для печатной литературной, музыкальной или театральной работы должны были содержать имя автора, год, и «Авторское право» или «Copr.» Для других работ не нужно писать год и можно использовать символ ©. В книгах или в других печатных работах уведомления должны были быть на титульном листе или на странице сразу после титульного листа.
Уведомление об авторском праве должно содержать символ авторского права (строчная буква C полностью окружена кольцом) или его эквивалент. Слова «Copyright» или аббревиатура «Copr.» принимаются в США, но не в некоторых других странах. Произведения, распространенные за пределами США, используют символ ©. Уведомление об авторском праве должно также содержать год, в котором произведение было впервые опубликовано или создано, и имя правообладателя или нескольких соавторов, или лица, которому авторское право было передано. В соответствии с законом США об авторском праве уведомление об авторском праве должны быть выполнено так, чтобы дать «разумное уведомление о претензии на авторское право».
Уведомление об авторском праве в фонографической записи имеет вид «℗» вместо символа «©».